# Османско освајање Босне
Османско освајање Босне обухвата освајања током маја и јуна 1463. године која су се окончала предајом Кључа и погубљењем последњег краља Босне Стефана Томашевића (деспот Србије 21. март 1459–30. јун 1459, краљ Босне 10. јул 1461–јун 1463) у Јајцу крајем јуна.

## Пад Краљевине Босне
Османлијски план за удар је био добро осмишљен, јер је прво заповедник Србије отпочео са мањим војним дејствима на граници са Угарском краљевином, што је краљ Матија тумачио као најаву напада на њега пошто се ка простору данашње Србије кретала јака османлијска војска.
Војска коју је предводио лично Мехмед II је преко Сјенице и Дрине продрла у Босну. Прве на удару су биле земље последњих Павловића. Војвода Петар II (1450—1463) и кнез Никола (1450—1463) су покушали да пруже отпор, али Османлије без већих проблема заузимају њихове земље, а њих двојица гину током борби. Следећи на удару је био Твртко Ковачевић Диничић који је владао средњим Подрињем. Он се предао без борбе сматрајући да је на снази закључено петнаестогодишње примирје, али је на лицу места био по султановој наредби погубљен. Султан је потом повео део војске на престони Бобовац, Махмуд-паша Анђеловић са 20.000 људи је кренуо на Јајце, док је трећи део војске оперисао по јужним ободима Панонске низије онемогућавајући Мађаре да пруже било какву војну помоћ краљу Стефану. Османлије су истовремено продрле и у источни део Херцеговине. Херцег Стефан се са породицом повукао у њен западни део, док је у источном делу неколико заповедника утврда покушало да пружи отпор одбијајући да се преда, али су на крају подлегли пред надмоћном освајачком војском.
Мехмед II је за опсаду Бобовца спремио велику силу и доста артиљерије, јер је он важио за најјачи град у Краљевини Босни који је одолео и српском цару Душану Силном (1331—1355), због чега се у њему чувао краљевски венац и ризница. Међутим после само три дана опсаде (20. маја), град је његов заповедник, кнез Радак, предао Османлијама. Радак је највероватније био поткупљен, а има тумачења да је као богумил то учинио из верске острашћености у Нотарасевом стилу да би пре видео турски турбан, него латинску митру. Одмах након предаје Бобовца, Радак је на лицу места по султановој наредби погубљен што је послало страховиту поруку осталој властели или се предајте без борбе или се поздравите са животом. Овај потез се показао као делотворан, јер се после тога Високо предало без борбе.
Махмуд Анђеловић је стигао под Јајце, где му је дојављено да се краљ Стефан склонио у утврђени Кључ. Отпочела је опсада утврде, али су истовремено текли и преговори о предаји града. После дужег отпора, краљ је пристао да крајем јуна преда град и потпише наредбу осталим заповедницима утврда да се предају под условом да му се као у случају Смедерева омогући слободно напуштање града. Краљ Стефан је потом спроведен до Јајца, које се у међувремену предало Мехмеду II. Ту је он изведен пред султана који га није хтео ни погледати, већ га је одмах дао да му се одруби глава означивши Анђеловићеву реч као ништавну. По његовој наредби је на лицу места погубљен и краљев стриц Радивој, док су његов брат и сестра по оцу одведени у Цариград и преведени у ислам. После овога су и преостале утврде у Краљевини Босни отвориле своје капије и предале се освајачима.